# Município de Springcreek (condado de Miami, Ohio)
O município de Springcreek (em inglês: Springcreek Township) é um município localizado no condado de Miami no estado estadounidense de Ohio. No ano de 2010 tinha uma população de 1.948 habitantes e uma densidade populacional de 33,6 pessoas por km².

## Geografia
O município de Springcreek encontra-se localizado nas coordenadas 40° 09′ 22″ N, 84° 10′ 55″ O. Segundo o Departamento do Censo dos Estados Unidos, o município tem uma superfície total de 57.98 km², da qual 57,46 km² correspondem a terra firme e (0,89 %) 0,52 km² é água.

## Demografia
Segundo o censo de 2010, tinha 1.948 habitantes residindo no município de Springcreek. A densidade populacional era de 33,6 hab./km². Dos 1.948 habitantes, o município de Springcreek estava composto pelo 96,1 % brancos, o 1,39 % eram afroamericanos, o 0,77 % eram asiáticos, o 0,98 % eram de outras raças e o 0,77 % eram de uma mistura de raças. Do total da população o 1,75 % eram hispanos ou latinos de qualquer raça.